# Nina Dumbadse
Nina Jakowlewna Dumbadse (russisch Нина Яковлевна Думбадзе, englische Transkription Nina Dumbadze, georgisch ნინო დუმბაძე Nino Dumbadse) (* 23. Januar 1919 in Odessa; † 14. April 1983 in Tiflis) war eine sowjetische Sportlerin georgischer Abstammung. Mit 53,25 m erreichte sie 1948 ihren ersten Weltrekord im Diskuswurf.
Dumbadse hielt mit einer Unterbrechung von zwei Monaten 1952 durch Nina Romaschkowa von 1948 bis 1960 den Weltrekord im Diskuswurf. Bei den Olympischen Spielen 1952 in Helsinki gewann sie die Bronzemedaille. 1946 in Oslo und 1950 in Brüssel wurde sie jeweils Europameisterin.